# Johan Martin Christian Lange
Johan Martin Christian Lange (Ødstedgaard, 20 marzo 1818 – Copenaghen, 3 aprile 1898) è stato un botanico e micologo danese.

## Biografia
Ottenne il posto di bibliotecario presso la "Biblioteca botanica" dell'Università di Copenaghen dal 1851 al 1858 e direttore dell'Orto Botanico dal 1856 al 1876, professore di Botanica presso l'Università Tecnica Danese dal 1857 al 1862, e presso il Collegio reale di Veterinaria e Agricoltura dal 1858 al 1893, divenne professore ordinario nel 1892.
Iniziò a modificare l'opera Flora Danica nel 1858, e fu il suo ultimo editore. Con Japetus Steenstrup, Lange era co-editore di Flora Danica fascicolo 44 (1858). Modificò, inoltre, il fascicolo 45-51 (1861-83) e il Supplemento vol. 2-3 (1865-74). 
Dopo la pubblicazione di Flora Danica, nel 1887 pubblicò Nomenclator Floræ Danicæ - un volume che indicizzava in ordine alfabetico, sistematico e cronologico tutte le tavole di Flora Danica.
Viaggiò per l'Europa, completando studi approfonditi sulla flora della Danimarca, della Groenlandia e di altre aree europee, in particolare in Spagna, pubblicando Prodromus Florae Hispanicae, 1861-80.
Espanse la classificazione sviluppata da Linneo, scrivendo Plantenavne og navngivningsregler ("Nomi vegetali e regole per nominarli") che influenzò lo sviluppo del Codice internazionale di nomenclatura botanica (codice di San Luis), il sistema attualmente in uso.
Charles Darwin prese in prestito un libro di Lange, che non riuscì a restituirlo in tempo.

## Opere
- Descriptio iconibus illustrata plantarum novarum … e Flora hispanica. 1864–1866
- Haandbog i den Danske Flora. 1850–1851, 4. Auflage 1886–1888.
- Prodromus Florae Hispanicae
- Icones plantarum sponte nascentium in regnis Daniae et Norvegiae, in ducatibus Slesvici et Holsatiae et in comitatibus Oldenburgi et Delmenhorstiae
- Conspectus florae groenlandicae: Grønlands mosser (Muscineae)
- Conspectus florae groenlandicae: 1. Fanerogamer og karsporeplanter
- Conspectus florae groenlandicae: Tillæg til fanerogamerne og karsporeplanterne
- Revisio specierum generis Crataegi … quae in hortis Daniae coluntur. 1897.
- Arboretum scandinavicum. 1883.